# Libský les
Der Libský les (deutsch: Liebensteiner Revier) im östlichen Fichtelgebirge ist ein nahezu vollständig mit Fichtenforsten bedecktes Waldgebiet. Ursprünglich war das Liebensteiner Revier eine Forstabteilung des Liebensteiner Forstes. Erst nach der Neueinteilung durch die tschechoslowakischen Behörden wurde dieses Waldgebiet als Libský les bezeichnet.
Als tschechischer Teil der Selb-Wunsiedler Hochfläche ist er eine flach gewellte Hügellandschaft in 500 bis 641 m n.m. Naturräumlich gehört er zur Hazlovská pahorkatina (deutsch etwa: Haslauer Hügelland), einer Untereinheit der etwas über das landläufig als Fichtelgebirge bezeichnete Gebiet hinausgehenden geomorphologischen Haupteinheit Smrčiny (deutsch: Fichtelgebirge) nach tschechischem System.

## Geographie
Der Libský les erstreckt sich im Norden von Längenau bei Selb entlang der Staatsgrenze zu Deutschland nach Süden bis nordwestlich von Schirnding und reicht im Osten von Hazlov (deutsch: Haslau) bis Libá (deutsch: Liebenstein).
Nördlich dieses Gebietes liegt der Polenský les (deutsch: Hirschfelder Revier), südöstlich der Na Dobrošově (deutsch: Eichichtwald).

## Geologie
Geologisch besteht der Gebirgsstock im Wesentlichen aus Granit. Die Geschichte seiner Orogenese beginnt im Präkambrium vor etwa 750–800 Millionen Jahren – fast 20 % der Erdgeschichte deckt das Gebirge ab, was nur auf wenige der heute noch bestehenden Rumpfgebirge zutrifft. Der Gebirgsstock ist vielfach von Basaltkegeln durchsetzt.

## Berge
Höchster Berg im Libský les ist der Blatná (Fichtelgebirge) mit 641 m n.m.
- Weitere Berge siehe Selb-Wunsiedler Hochfläche.

## Ortschaften

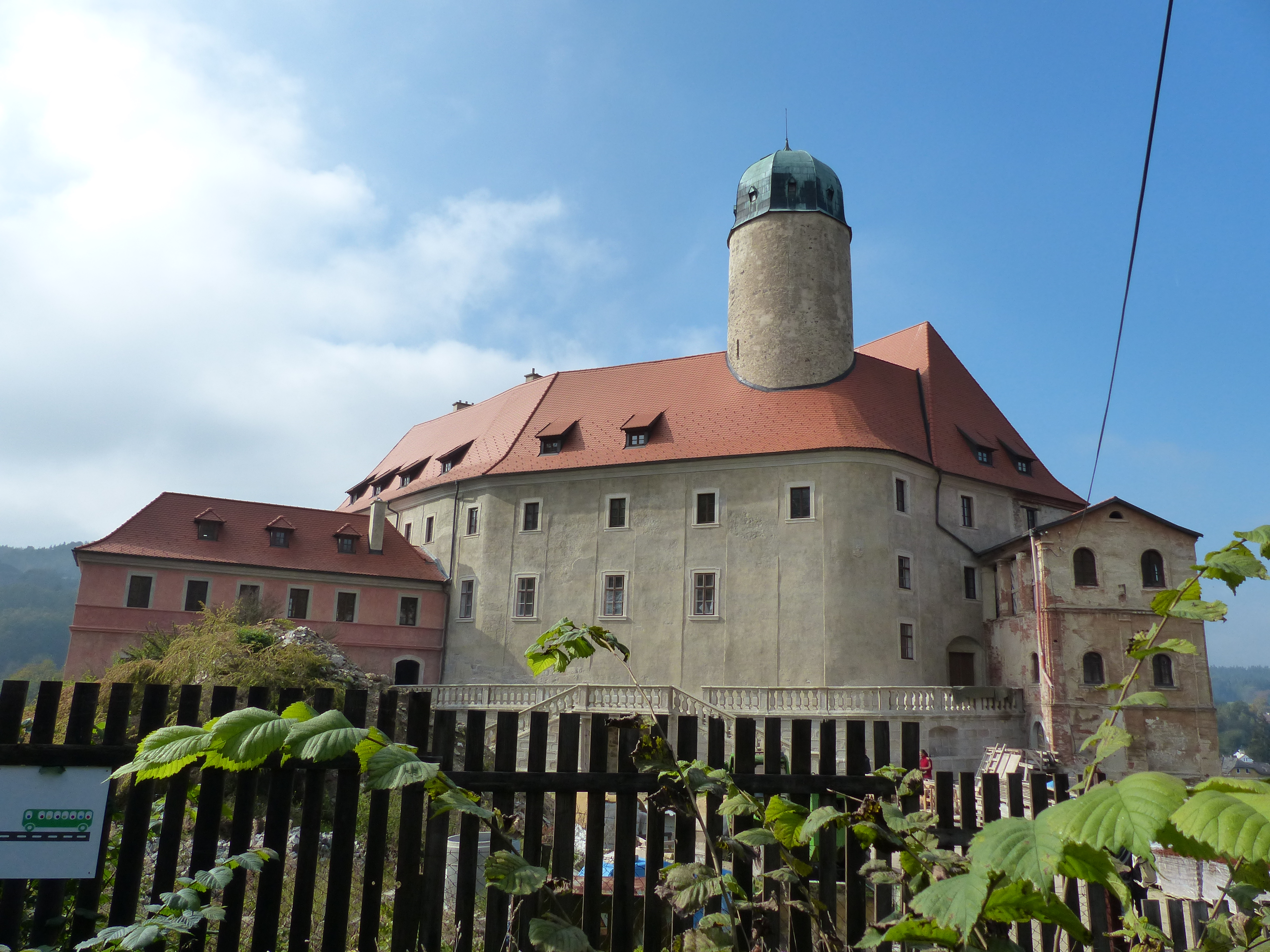
Das Schloss Libá im Jahr 2014

Kleinere Orte wie Libá (früher tschechisch: Libštejn, deutsch: Liebenstein) und viele Weiler und Einöden liegen verstreut im Libský les.

## Gewässer
Der Flusslauf Libský potok, sowie Weiherketten am östlichen und südlichen Rand des Forstes. Am Westrand des Libský les, direkt auf der Grenze zu Bayern, befindet sich der Ladenbrunnen.

## Nachweise
1. ↑  Heinrich Berghaus: Das Fichtelgebirge und der Frankenjura in: Deütschlands Höhen – Beiträge zur genauern Kenntniß derselben (1834), auf books.google.de
2. ↑  DEMEK J. a kol.: Zeměpisný lexikon ČSR – Hory a nížiny, Academia, Praha 1987 s. 222

## Karten
- Mapy Czech